# Nikolai Alexejewitsch Guljajew (Eisschnellläufer)
Nikolai Alexejewitsch Guljajew (russisch Николай Алексеевич Гуляев; * 1. Januar 1966 in Wologda) ist ein ehemaliger russischer Eisschnellläufer, der für die Sowjetunion startete.
Guljajew wurde 1987 in Heerenveen Mehrkampfweltmeister. Dabei stellte er einen Weltrekord über 1500 Meter auf und übernahm die Führung im Adelskalender. Außerdem gewann er in diesem Jahr bei der Mehrkampfeuropameisterschaft in Trondheim. Aufgrund dieser Erfolge zeichnete man ihn mit der Oscar Mathisen Memorial Trophy aus.
Einige Wochen vor den Olympischen Spielen 1988 Calgary wurde er beim Schmuggel von unerlaubten Substanzen festgenommen. Da ihm eine Einnahme dieser Dopingmittel aber nicht nachgewiesen werden konnte, wurde ihm durch das IOC der Start in Calgary nicht verwehrt. Bei den Spielen gewann Guljajew die Goldmedaille über 1000 Meter vor Uwe-Jens Mey.